# Burgerbar
Burgerbar – czwarty album zespołu Koniec Świata, wydany w 2007 roku, nakładem wydawnictwa Lou & Rocked Boys.

## Lista utworów
źródło:.
1. „Dziewczyna z naprzeciwka” – 2:46
2. „Blues o robotniczej krwi” – 3:14
3. „Trybuna Ludu” – 4:47
4. „Burgerbar” – 2:36
5. „Z własnej woli” – 2:49
6. „Bieda” – 3:17
7. „Czeski sen” – 2:36
8. „Wystarczy, że serce mi bije” – 3:05
9. „Piosenka o śmierci” – 3:24
10. „List” – 2:35
11. „W gardle od Amoll”– 2:40
12. „1980”– 4:19

## Twórcy
źródło:.
- Jacek Stęszewski – śpiew, gitara, słowa
- Jacek Czepułkowski – gitara, śpiew
- Szymon Cirbus – trąbka
- Marek Mrzyczek – gitara basowa
- Piotr Połaniecki – perkusja

gościnnie na płycie
- Jan Gałach – skrzypce
- Konstanty Janiak – puzon
- Dawid Główczewski – saksofon
- Natalia Łukaszewicz – chórek
- Sebastian Flis – wiolonczela